# Schweiz kristdemokratiska folkparti
Schweiz kristdemokratiska folkparti (Christlich Demokratische Volkspartei der Schweiz (CVP) / Parti Démocrate-Chrétien Suisse (PDC) / Partito Popolare Democratico Svizzero (PPD) / Partida Cristiandemocratica Svizra (PCD)) är ett kristdemokratiskt mittparti. Det har sitt ursprung i det huvudsakligen katolsk-konservativa motståndet mot 1848 års liberala schweiziska stat. Som sådant definierade man sig huvudsakligen som motståndare till de protestantiska frisinnade. 
Efter andra världskriget avtog de konfessionella frågornas partiskiljande betydelse och många av kristdemokraternas väljare gick till socialdemokraterna till vänster eller Schweiziska folkpartiet till höger. Sedan 1960-talet har kristdemokraterna positionerat sig i mitten på den politiska skalan, tillsammans med sina tidigare motståndare Frisinnade partiet (nuvarande FDP-liberalerna).
Partiet har en representant i den schweiziska regeringen (förbundsrådet), 28 mandat av 200 i nationalrådet och 13 av 46 mandat i ständerrådet (där det utgör det största partiet), och ingår i en med Evangeliska folkpartiet gemensam partigrupp. Partiet fick 13 procent av rösterna i 2011 års nationalrådsval. År 2009 kontrollerade det 22,4 procent av platserna i kantonsregeringarna.